# Johann Auch
Johann Auch (* 1. April 1880 in Markowitz; † nach 1924) war ein deutscher Politiker (SPD).

## Leben
Nach dem Besuch der Volksschule absolvierte Auch eine Formerlehre und arbeitete anschließend in seinem erlernten Beruf. Er schloss sich den Sozialdemokraten an und war Anfang der 1920er Jahre als Gewerkschaftssekretär in Rybnik tätig.
Auch war von 1919 bis 1921 für den Wahlkreis 10 (Oppeln) Mitglied der Verfassunggebenden Preußischen Landesversammlung. Im Februar 1921 wurde er in den Preußischen Landtag gewählt, dem er bis 1924 angehörte. Im Landtag vertrat er den Wahlkreis 9 (Oberschlesien).